# Musette
Musette este o companie care se ocupă cu producția și retailul de încălțăminte și genți din România deținută de Roberto și Cristina Bâtlan. În aprilie 2014, compania deținea 28 de magazine, dintre care 19 pe piața națională, iar restul în afara țării, respectiv în Israel (2), Bulgaria (2), Mongolia (1), Liban (1), Franța (1), Austria (1) și SUA (1).
În septembrie 2010, compania a deschis un magazin și la New York. Compania a deschis în anul 2002 o fabrică de genți, iar în 2004, una de încălțăminte, ambele în București. În anul 2007, fabrica de încălțăminte a fost mutată la Huși.
Număr de angajați în 2011: 250
Cifra de afaceri:
- 2013: 10,7 milioane euro[1]
- 2007: 6 milioane de euro[3]